# Die Wespenfrau
Die Wespenfrau (Originaltitel The Wasp Woman) ist ein amerikanischer Science-Fiction-/Horrorfilm von Roger Corman aus dem Jahr 1959.

## Handlung
Die einstmals erfolgreiche Kosmetikfirma des in die Jahre gekommenen Models Janice Starling kämpft mit schwindenden Umsätzen, seit sich die Besitzerin aus Eitelkeit nicht mehr für Werbekampagnen ablichten lassen will. Eines Tages stellt sich Dr. Eric Zinthrop vor. Jahrelang hat er die verjüngende Wirkung bestimmter Enzyme von Wespenköniginnen erforscht, wurde jedoch wegen Erfolglosigkeit von seinem bisherigen Arbeitgeber, einem Pharmaunternehmen, entlassen. In Janice Starling sieht er eine begeisterungsfähige Geldgeberin und Testperson für sein fast fertiggestelltes, am Menschen aber noch unerprobtes Verjüngungsmittel und irrt sich nicht. Starling gewährt ihm entgegen dem Rat ihrer skeptischen Mitarbeiter, insbesondere des aufgeweckten Bill Lane, Zugang zu ihren Laboratorien und lässt sich Spritzen des Mittels verabreichen.
Zügig stellen sich herausragende Erfolge ein und Janice Starling erlangt die Schönheit ihrer Jugend zurück. Doch bald schon zeigen sich Nebenwirkungen. Starling leidet unter starken Kopfschmerzen und einem immer höheren Bedarf an Zinthrops Verjüngungsmittel. Dieser jedoch liegt nach einem Zwischenfall mit einem mutierten Versuchstier im Krankenhaus, Starling kann ihn zunächst nicht ausfindig machen. Verzweifelt spritzt sie sich auf eigene Faust große Mengen des Serums und mutiert schließlich zu einem humanoiden Wespenwesen mit einem grausam entstellten Insektenkopf. Blutdürstig geht sie auf Menschenjagd. Als ihr schon mehrere Menschen zum Opfer gefallen sind, gelingt es Bill Lane, seiner Assistentin Mary Dennison und dem verzweifelt seine Schuld erkennenden Zinthrop, das Biest mit Säure zu verätzen und aus dem Fenster zu stoßen, wodurch es nach langem Sturz auf dem Asphalt der Straße sein Ende findet.

## Hintergrund und Rezeption
Corman drehte den Film als Rip-Off des ein Jahr zuvor erschienenen, heutigen Horrorklassikers Die Fliege (The Fly, 1958), mit dem er aber inhaltlich kaum etwas gemein hat. Wasp Woman wurde, typisch für Corman-Filme, mit einem sehr geringen Budget von etwa 50.000 Dollar produziert und in nur knapp einer Woche gedreht. Er feierte am 30. Oktober 1959 in New York Premiere und wurde zu einem wenn auch moderaten Kassenerfolg. Deutschsprachige Kinoaufführungen gab es nicht, der Film wurde in Deutschland am 20. März 1978 im WDR erstausgestrahlt.
Für die Hauptdarstellerin Susan Cabot, die bereits in diversen Cormanproduktionen aufgetreten war, blieb Wasp Woman ihr letzter Filmauftritt, da sie sich ins Familienleben zurückziehen wollte. Ihre schauspielerische Leistung wurde von der Kritik durchgehend gelobt. Hervorgehoben wurde auch die im Cool-Jazz-Stil komponierte Filmmusik von Fred Katz, die danach zumindest auszugsweise in noch einigen anderen Filmen Cormans zur Anwendung kam, etwa in Kleiner Laden voller Schrecken (The Little Shop of Horrors, 1960). Der Film selbst erntete durchwachsene Reaktionen. Manche fanden das B-Movie „weniger schlecht als erwartet“ und attestierten Corman interessante inszenatorische und erzählerische Ideen und einen Sinn für skurrile Details, andere bemängelten billige Effekte und dramaturgische Längen.
In einer kleinen Nebenrolle ist der später durch Engagements in Italowestern-Filmen, etwa als Farmer McBain in Spiel mir das Lied vom Tod (C’era una volta il West, 1968) bekannt gewordene Frank Wolff zu sehen, den Roger Corman systematisch förderte.
Für spätere Ausstrahlungen des Films im amerikanischen Fernsehen drehte Jack Hill in den 60er Jahren einige zusätzliche Szenen, um die recht kurze Spielzeit des Films zu verlängern.

## Neuverfilmung
Unter der Regie von Jim Wynorski entstand Mitte der 1990er Jahre mit Forbidden Beauty – Das Experiment (The Wasp Woman, 1995) eine Neuverfilmung für das Fernsehen. In der Hauptrolle ist Jennifer Rubin zu sehen und Roger Corman war als Ausführender Produzent beteiligt.